# Louise Ørnstedt
Louise Ørnstedt, née le 23 mars 1985 à Odense (Danemark), est une ancienne nageuse danoise.

## Carrière
Lors des Jeux olympiques d'été de 2000 à Sydney, elle termine 8e du 100 m dos et 12e du 200 m dos. La même année, elle remporte la médaille de bronze sur le 100 m dos lors des Championnats d'Europe.
Lors des Championnats du monde 2003, elle remporte la médaille d'argent du 100 m dos avec la Britannique Katy Sexton. Cette année-là, lors des Championnats de France, Ørnstedt établit un nouveau record du Danemark du 200 m dos en 2 min 11 s 52.
L'année suivante, elle est de nouveau médaillée de bronze sur le 100 m dos aux Championnats d'Europe 2004 ainsi que médaillée d'or sur le 200 m dos. En mai, Louise Ørnstedt est hospitalisée dans le comté de Gentofte à la suite d'un caillot sanguin dans la jambe gauche, quelques semaines avant les Jeux olympiques. Elle représente néanmoins son pays aux Jeux où elle termine 7e du 100 m dos, 6e du 200 m dos et 9e du 4 × 100 m 4 nages — avec Mette Jacobsen, Jeanette Ottesen Gray et Majken Thorup.
Aux Championnats d'Europe en petit bassin 2005, Ørnstedt remporte l'or sur le 50 m dos, l'argent sur le 100 m dos et l'argent sur le 200 m dos.
En 2006, elle perd la motivation à s'entraîner et commence à penser à prendre sa retraite. Elle fait une pause de six mois et part faire une randonnée en Amérique du Sud pendant trois mois. L'année suivante, elle se blesse à l'épaule et décide finalement de prendre sa retraite. Elle a 22 ans. Louise Ørnstedt entre alors à l'Université de Copenhague pour y étudier le danois et la philosophie avant de devenir enseignante à Roskilde.

## Palmarès
| Date | Compétition                           | Lieu       | Place | Course    |
| ---- | ------------------------------------- | ---------- | ----- | --------- |
| 2000 | Championnats d'Europe en petit bassin | Valence    | 4e    | 200 m dos |
| 2000 | Championnats d'Europe en petit bassin | Valence    | 4e    | 100 m dos |
| 2000 | Jeux olympiques                       | Sydney     | 8e    | 100 m dos |
| 2000 | Championnats d'Europe                 | Helsinki   | 3e    | 100 m dos |
| 2000 | Championnats d'Europe                 | Helsinki   | 5e    | 200 m dos |
| 2001 | Championnats d'Europe juniors         | La Valette | 1re   | 100 m dos |
| 2001 | Championnats d'Europe juniors         | La Valette | 3e    | 50 m dos  |
| 2001 | Championnats d'Europe juniors         | La Valette | 7e    | 200 m dos |
| 2001 | Championnats d'Europe en petit bassin | Anvers     | 4e    | 200 m dos |
| 2001 | Championnats d'Europe en petit bassin | Anvers     | 8e    | 50 m dos  |
| 2002 | Championnats d'Europe en petit bassin | Riesa      | 4e    | 50 m dos  |
| 2002 | Championnats d'Europe en petit bassin | Riesa      | 5e    | 200 m dos |
| 2002 | Championnats d'Europe en petit bassin | Riesa      | 6e    | 100 m dos |
| 2002 | Championnats d'Europe                 | Berlin     | 4e    | 50 m dos  |
| 2002 | Championnats d'Europe                 | Berlin     | 4e    | 200 m dos |
| 2002 | Championnats d'Europe                 | Berlin     | 5e    | 100 m dos |
| 2002 | Championnats du monde en petit bassin | Moscou     | 4e    | 100 m dos |
| 2002 | Championnats du monde en petit bassin | Moscou     | 8e    | 50 m dos  |
| 2003 | Championnats d'Europe en petit bassin | Dublin     | 3e    | 50 m dos  |
| 2003 | Championnats d'Europe en petit bassin | Dublin     | 6e    | 100 m dos |
| 2003 | Championnats du monde                 | Barcelone  | 6e    | 50 m dos  |
| 2003 | Championnats du monde                 | Barcelone  | 2e    | 100 m dos |
| 2004 | Championnats d'Europe en petit bassin | Vienne     | 1re   | 200 m dos |
| 2004 | Championnats d'Europe en petit bassin | Vienne     | 3e    | 100 m dos |
| 2004 | Championnats d'Europe en petit bassin | Vienne     | 5e    | 50 m dos  |
| 2004 | Jeux olympiques                       | Athènes    | 6e    | 200 m dos |
| 2004 | Jeux olympiques                       | Athènes    | 7e    | 100 m dos |
| 2005 | Championnats d'Europe en petit bassin | Trieste    | 1re   | 50 m dos  |
| 2005 | Championnats d'Europe en petit bassin | Trieste    | 2e    | 100 m dos |
| 2005 | Championnats d'Europe en petit bassin | Trieste    | 2e    | 200 m dos |
| 2005 | Championnats du monde                 | Montréal   | 7e    | 100 m dos |
| 2005 | Championnats du monde                 | Montréal   | 7e    | 200 m dos |
| 2006 | Championnats d'Europe                 | Budapest   | 5e    | 50 m dos  |
| 2006 | Championnats d'Europe                 | Budapest   | 5e    | 100 m dos |